# Луців Світлана Богданівна

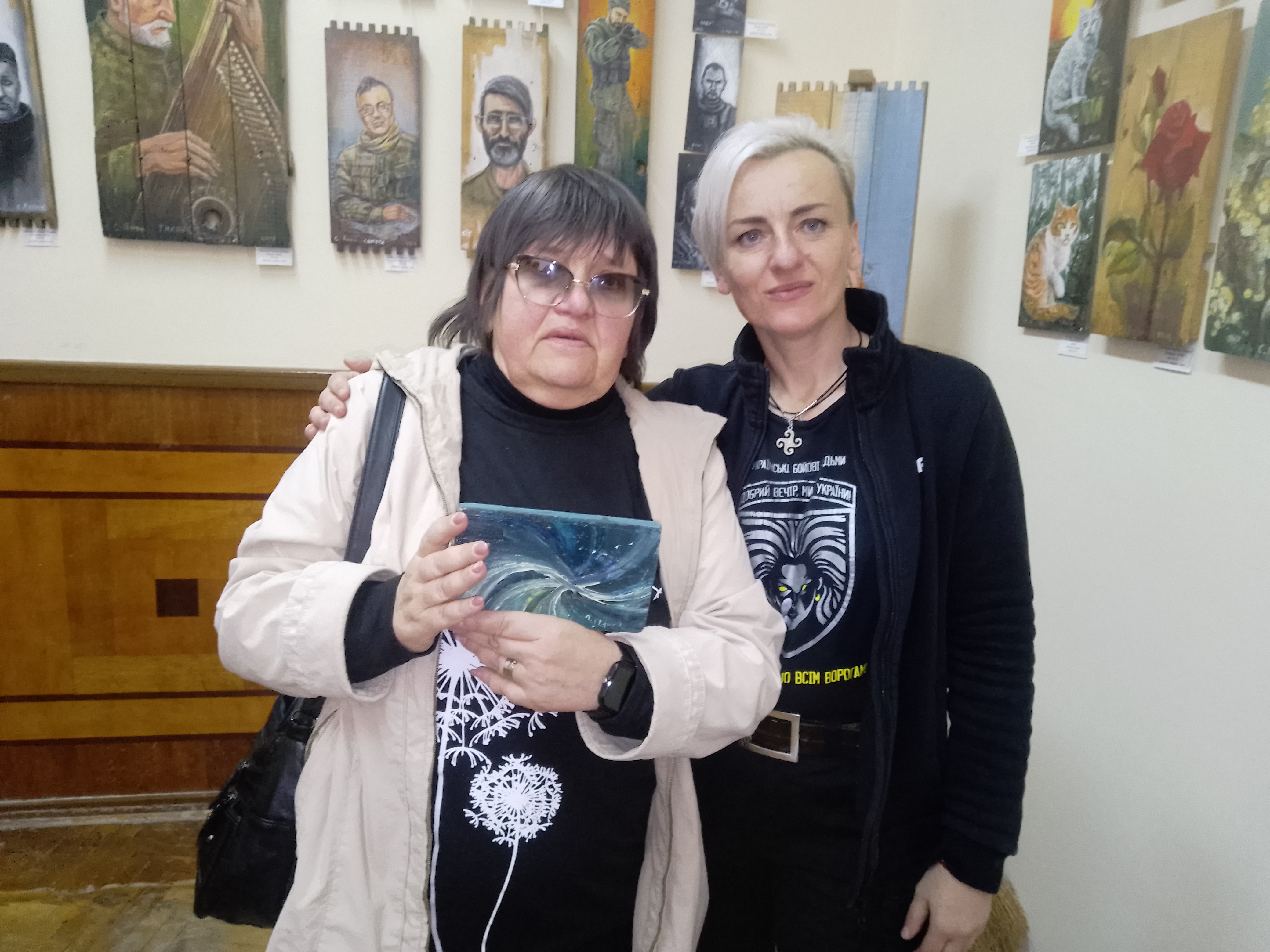
Світлана Логуш з Наталкою Віцинською

Світлана Богданівна Луців (Логуш) (позивний «Відьма»; нар. 18 квітня 1984, с. Трибухівці Бучацького району Тернопільської області) — українська художниця, дизайнерка, громадська діячка, учасниця російсько-української війни.

## Життєпис
З 1991 по 2001 рр. навчалася в ЗОШ с. Трибухівці. 
У 1994—1995 рр. в Бучацькій художній школі.
У 2006 році закінчила Тернопільський державний економічний університет.
З 2007 року працює в стилях станкового живопису та графіки; художнього оформлення (розпису) інтер'єрів та екстер'єрів.
З 2015 року — учасниця російсько-української війни. Стрільчиня-санітарка в рядах добровольчого батальйону «Айдар», старший солдат, радіотелеграфістка радіостанції радіогрупи ІТВ, позивний «Відьма».
Частину своїх робіт Світлана Луців передала Музею національно-визвольної боротьби Тернопільщини.
Учасниця майстер-класів (2007, 2008, 2010 рр.), мистецьких семінарів (2009, 2011, 2012 рр.), міжнародних пленерів:
- Освенцім (Німеччина), 2012;
- Нови Томишль (Польща), 2012;
- Швед-на-Одрі (Німеччина), 2013;
- Щавно Здруй (Польща),2013;
- Венґожево (Польща), 2014;
- Кжикавка (Польща), 2014;
- Ґолухув (Польща), 2014.

Персональні виставки:
- Верховна Рада України (19-23.09.2016)[4];
- Тернопільська обласна філармонія, м. Тернопіль (грудень 2016);
- Український дім «Перемога», м. Тернопіль (грудень 2016);
- Чортківський педагогічний коледж ім. Барвінського, м. Чортків Тернопільської обл. (лютий 2017).
- «Фронтові замальовки» (м. Тернопіль, 2017[3], 2020)[5].

#### Збірні виставки:
- виставка у Бучацькому художньому музеї (2008; 2014 – до Дня Незалежності України),
- виставка Тернопільської обласної мистецької премії ім. Ярослави Музики (2012, 2014, 2016),
- Молодіжна художня виставка під патронатом Національної спілки художників України (2012),
- Всеукраїнська виставка декоративно-прикладного мистецтва (Тернопіль; 2013),
- післяпленерова виставка (Швед-на-Одрі, Німеччина; 2013),
- виставка Міжнародного мистецького проекту в галереї аrt.endart (Берлін, Німеччина; 2013),
- Міжнародний конкурс міні-графіки ADDOGI (Барселона, Іспанія; 2014, 2015 рр.),
- Міжнародний конкурс міні-графіки Lessedra (Софія, Болгарія; 2014), VII Всеукраїнське трієнале «ГРАФІКА-2015», Національна спілка художників України (Київ; 2015),
- виставка «Конспекти», спільний проект з В. Чорнобаєм (Андрихув, Польща; 2015),
- виставка «Чорне і біле», мистецька галерея Antresola в культурному центрі Browar B. (Влоцлавек, Польща; 2015),
- Різдвяна виставка, Національна спілка художників України (Тернопіль, Україна; 2016).